# Massacro dello scuolabus di Avivim
Il massacro dello scuolabus di Avivim fu un attentato terroristico contro uno scuolabus israeliano il 22 maggio 1970, in cui 12 civili vennero uccisi, 9 dei quali bambini e 25 rimasero feriti, uno dei quali morì per una ferita subita nell'attacco 44 anni dopo. L'attacco avvenne sulla strada per il moshav Avivim, vicino al confine di Israele con il Libano. Due RPG vennero sparati contro l'autobus. L'attacco fu uno dei primi effettuati dal FPLP-CG.

## L'attacco
La mattina presto, l'autobus partì da Avivim diretto con i suoi passeggeri verso due scuole locali. Questa rotta era stata esplorata dai terroristi, che si credeva si fossero infiltrati dal Libano, e tesero un'imboscata. Mentre l'autobus passava, dieci minuti dopo aver lasciato Avivim, venne attaccato da colpi di arma da fuoco da entrambi i lati della strada. L'autista fu tra coloro che vennero colpiti nello sbarramento iniziale, così come gli altri due adulti a bordo. I tre rimasero uccisi mentre l'autobus si schiantò contro un terrapieno e gli aggressori continuarono a sparare contro il veicolo.

## Vittime
I bambini, che andavano dalla prima alla terza elementare, furono sepolti in un appezzamento speciale a Safad. Al centro del moshav si trova un monumento che commemora le vittime dell'attacco:
- Ester Avikezer, 23 anni;[5]
- Yehuda Ohayon, 10 anni;[6]
- Yafa Batito, 8 anni;[7]
- Mimon Biton, 7 anni;[8]
- Haviva Biton, 7 anni;[9]
- Hanna Biton, 8 anni;[10]
- Shimon Biton, 9 anni;[11]
- Shulamit Biton, 9 anni;[12]
- Makhlouf Biton, 28 anni;[13]
- Aliza Peretz, 14 anni;[14]
- Rami Yarkoni, 29 anni;[15]
- Shimon Azran, 35 anni;[16]
- Leah Revivo, sopravvissuta all'attacco all'età di nove anni, è morta nel 2014 all'età di 52 anni per un'infezione causata da un frammento di scheggia conficcato nel suo cervello a seguito dell'attacco.[17]

## Conseguenze
Israele si vendicò del massacro bombardando quattro villaggi libanesi, uccidendo 20 persone, ferendone 40 e spronando migliaia di residenti del Libano meridionale a fuggire a nord. Ciò a sua volta fornì una delle motivazioni per i dirottamenti di Dawson's Field del 6 settembre 1970. L'IDF iniziò a pattugliare regolarmente all'interno del Libano meridionale dopo il massacro.